# Condado de Rolette
O Condado de Rolette é um dos 53 condados do estado norte-americano da Dakota do Norte. A sede do condado é Rolla, e sua maior cidade é Rolla. O condado possui uma área de 2 433 km² (dos quais 96 km² estão cobertos por água), uma população de 13 674 habitantes, e uma densidade populacional de 6 hab/km² (segundo o censo nacional de 2000).